# Broncho Billy Anderson
Gilbert M. "Broncho Billy" Anderson (21 de março de 1880 - 20 de janeiro de 1971) foi um ator, cineasta, roteirista e produtor cinematográfico estadunidense da era do cinema mudo, que se notabilizou por ter sido a primeira estrela do gênero Western. Com uma vasta performance em cinema, esteve envolvido em mais de 500 produções, e entre elas dirigiu 467, atuou em 347, produziu 245, além de escrever 235 roteiros para o cinema.

## Biografia
Nascido Maxwell Henry Aronson em Little Rock, Arkansas, foi o sexto filho de Henry e Esther (Ash) Aronson, ambos de Nova Iorque. Sua família era judia; os avós de seu pai haviam emigrado da Prússia para os Estados Unidos, enquanto os pais de sua mãe vieram do Império Russo. Ele viveu em Pine Bluff, no Arkansas até os 8 anos de idade, quando sua família foi para St. Louis, Missouri. Aos 18 anos, ele se mudou para Nova Iorque e passou a atuar em vaudeville e teatro, complementando sua renda como um modelo fotográfico e vendedor de jornais. Em 1903, ele conheceu Edwin Stanton Porter, que o contratou como ator e colaborador ocasional em scripts.

## Filmes

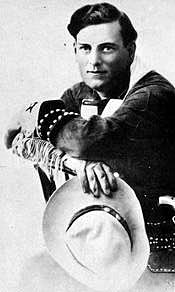
"Broncho Billy", primeira estrela do western nas telas do cinema

Em seu primeiro papel no cinema, Anderson fez o papel de mensageiro, em The Messenger Boy's Mistake (1903), do Edison Studios. Anderson atuou no filme The Great Train Robbery (1903), produzido pelo Edison Studios e dirigido por Porter, e que é considerado um dos marcos do cinema e o segundo western produzido. Vendo o filme pela primeira vez em um teatro de vaudeville e observando a reação positiva do público, ele decidiu trabalhar exclusivamente na indústria cinematográfica. Ele começou a escrever, dirigir e atuar em seus próprios westerns, sob o nome Gilbert M. Anderson.
Em 1907, Anderson e George Kirke Spoor fundaram o Essanay Studios ("S and A" de Spoor e Anderson), um dos maiores estúdios dos primórdios do cinema. Em 1909, Anderson lança seu primeiro western, Broncho Billy and the Baby Anderson. A partir de então, atuou em mais de 300 filmes curtos, fazendo grande variedade de personagens, porém alcançou verdadeira popularidade ao atuar na série de 148 westerns curta-metragem da era muda, tornando-se o primeiro cowboy estelar, "Broncho Billy". Spoor ficou na gestão da empresa, enquanto Anderson viajou ao oeste dos Estados Unidos em um comboio com uma equipe de filmagem, para fazer seus filmes em Chicago. Muitos desses foram feitos em Niles, uma pequena cidade em Alameda County Califórnia, a sudeste de São Francisco, onde a Western Pacific Railroad, nas proximidades do Niles Canyon, provou para ser um local bastante adequado para as filmagens de Westerns. Em 1915, Anderson lançou seu último western de Bronco Billy, Broncho Billy's Sentence.
Escrevendo, atuando e dirigindo muitos desses filmes, Anderson também encontrou tempo para dirigir a série de comédias westerns "Alkali Ike", estrelada por Augustus Carney. Em 1916, Anderson vendeu sua parte na Essanay e retirou-se da atuação. Ele voltou para Nova York, comprou o teatro Longacre e passou a produzir peças de teatro, mas sem sucesso permanente. Ele então fez um breve retorno cinematográfico como produtor de uma série de curtas com Stan Laurel, incluindo seu primeiro trabalho com Oliver Hardy em A Lucky Dog (filmado em 1919, lançado em 1921). Conflitos com o estúdio, a Metro, levaram-no a se retirar novamente do cinema depois de 1920.
Anderson processou a Paramount Pictures por nomear um personagem Bronco Billy em Star Spangled Rhythm (1943), retratando tal personagem como um ator fracassado e quebrado, e ele se sentiu mal refletido nele. Ele exigiu indenização de US$ 900 000, mas o resultado da demanda é desconhecido.
Anderson retomou a produção de filmes, como proprietário da Progressive Pictures na década de 1950, depois se retirou novamente. Em 1958, ele recebeu um Oscar Honorário como um “pioneiro do cinema” por suas “contribuições para o desenvolvimento do cinema como entretenimento”.
Aos 85 anos, Anderson saiu da aposentadoria para uma participação em The Bounty Killer (1965), seu último filme. Nos últimos anos de sua vida, ele viveu na Motion Picture & Television Country House and Hospital, em Woodland Hills, Los Angeles, Califórnia.

## Morte
Anderson morreu em 1971, aos 90 anos, em um sanatório em South Pasadena, Califórnia. Foi cremado e suas cinzas foram colocadas na Chapel of the Pines Crematory, em Los Angeles.

## Homenagens
Anderson foi homenageado postumamente em 1998, com sua imagem em um selo postal estadunidense. Em 2002, ele foi introduzido no Western Performers Hall of Fame, no National Cowboy & Western Heritage Museum, em Oklahoma City. Nos últimos nove anos, Niles, na Califórnia (agora parte de Fremont), local dos westerns do Essanay Studios, tem realizado o "Broncho Billy Silent Film Festival" anual.
Anderson tem uma estrela na Hollywood Walk of Fame, no 1651 Vine Street, em Hollywood.
O Chicago Park District, perto do estúdio da Essanay em Chicago, foi nomeado Broncho Billy Park em sua homenagem.

## Vida familiar
Foi casado com Mollie Louise Schabbleman de 1910 até sua morte, em 1971. Tiveram uma filha, Maxine Anderson.

## Filmografia

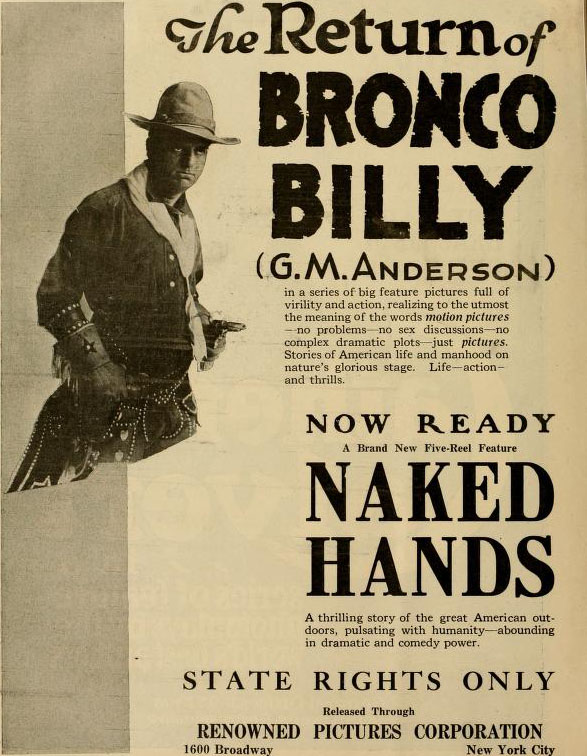
Anúncio do filme Naked Hands (1918)

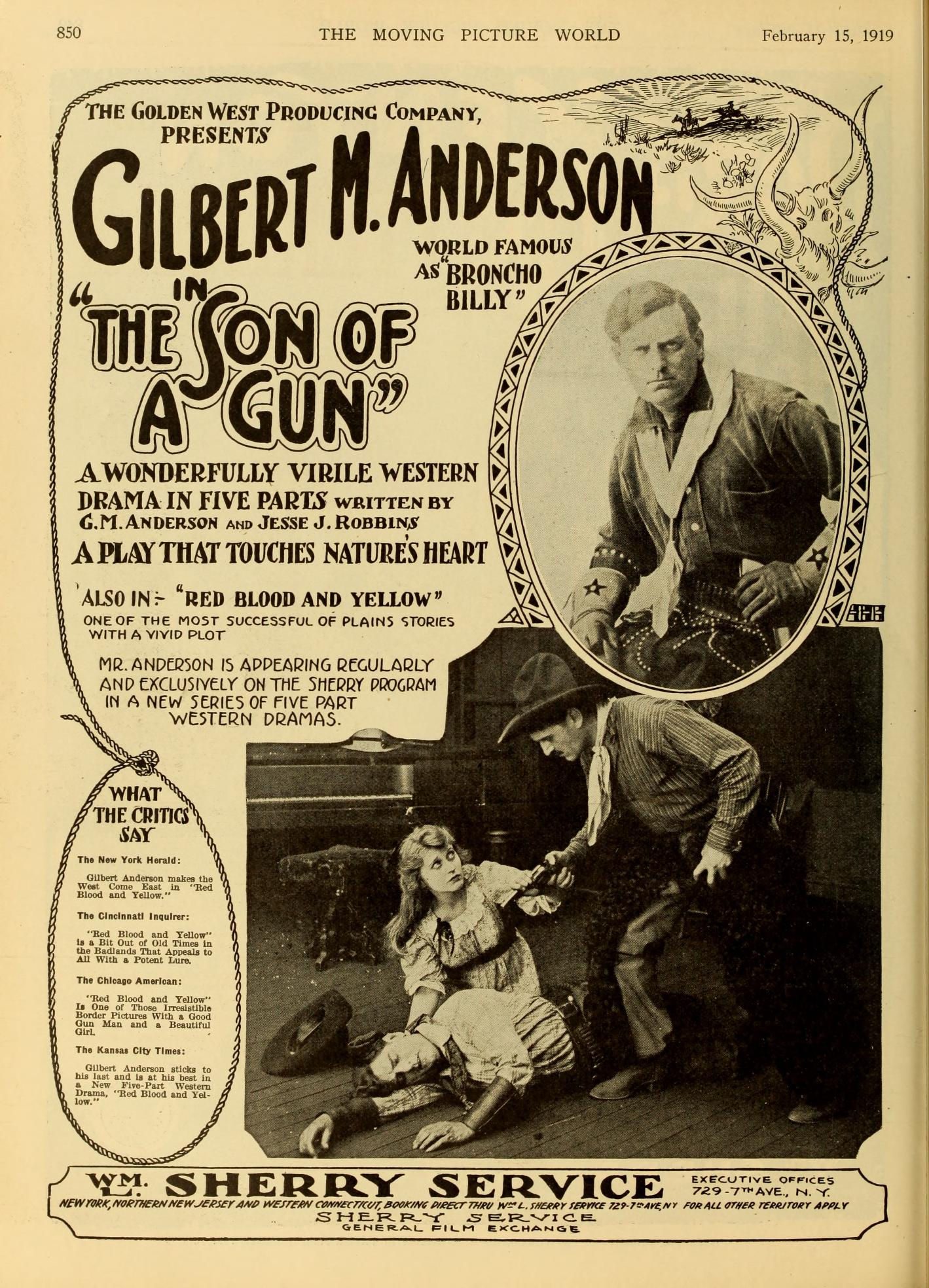
Anúncio do filme The Son of a Gun (1919)

### Primeiros filmes
- The Messenger Boy's Mistake (1903)
- What Happened in the Tunnel (1903)
- The Great Train Robbery (1903)
- Western Stage Coach Hold Up (1904)
- A Brush Between Cowboys and Indians (1904)
- Western Stage Coach Hold Up (1904)
- Raffles, the Amateur Cracksman (1905) (Direção)
- Life of an American Cowboy (1906)
- Western Justice (1907) (Direção)
- The Bandit King (1907) (Direção)
- An Awful State (1907)
- The Baseball Fan (1908)
- The Bandit Makes Good (1908)

### 1909
- Shanghaied
- The Road Agents
- A Tale of the West
- A Mexican's Gratitude
- Mr. Flip (Direção)
- The Indian Trailer
- Black Sheep
- A Maid of the Mountains
- The Best Man Wins
- Judgment
- His Reformation
- The Ranchman's Rival
- The Spanish Girl
- The Heart of a Cowboy

### 1910
- A Western Maid
- An Outlaw's Sacrifice
- Western Chivalry
- The Cowboy and the Squaw
- The Mexican's Faith
- The Ranch Girl's Legacy
- The Fence at Bar Z Ranch
- The Girl and the Fugitive
- The Flower of the Ranch
- The Ranger's Bride
- The Mistaken Bandit
- The Cowboy's Sweetheart
- A Vein of Gold
- The Sheriff's Sacrifice
- The Cowpuncher's Ward
- The Brother, the Sister and the Cowpuncher
- Away Out West
- The Ranchmen's Feud ou The Ranchman's Feud
- The Bandit's Wife
- The Forest Ranger
- The Bad Man's Last Deed
- The Unknown Claim
- Trailed to the West (ou Trailed to the Hills?)
- The Desperado
- Broncho Billy's Redemption
- Under Western Skies
- The Girl on Triple X Ranch
- The Dumb HalfBreed's Defense
- The Deputy's Love
- The Millionaire and the Ranch Girl
- An Indian Girl's Love
- The Pony Express Rider
- Patricia of the Plains
- The Bearded Bandit
- Pals of the Range
- The Silent Message
- A Westerner's Way
- The Marked Trail
- A Western Woman's Way
- Circle C Ranch Wedding Present
- A Cowboy's Vindication
- The Tenderfoot Messenger
- The Bad Man's Christmas Gift
- A Gambler of the West

### 1911
- The Count and the Cowboys
- The Girl of the West
- The Border Ranger
- The Two Reformations
- Carmenita, the Faithful
- Bad Man's Downfall
- The Cattleman's Daughter
- The Outlaw and the Child
- On the Desert's Edge
- The Romance on Bar Q Ranch ou The Romance on 'Bar O'
- A Thwarted Vengeance
- Across the Plains
- The Sheriff's Chum
- The Bad Man's First Prayer
- The Indian Maiden's Lesson
- The Puncher's New Love
- The Lucky Card
- Forgiven in Death
- The Tribe's Penalty
- The Hidden Mine
- The Sheriff's Brother
- At the Break of Dawn
- The Corporation and the Ranch Girl
- The Outlaw Samaritan
- The Two Fugitives
- The Two-Gun Man
- A Pal's Oath
- Spike Shannon's Last Fight
- What a Woman Can Do
- A Western Girl's Sacrifice
- Broncho Billy's Last Spree ou Broncho Bill's Last Spree
- The Cowpuncher's Law ou The Puncher's Law
- The Millionaire and the Squatter
- The Sheriff
- An Indian's Sacrifice
- The Power of Good
- The Sheriff's Decision
- The Stage Driver's Daughter
- The Cowboy's Mother-in-Law
- A Western Redemption
- The Forester's Plea
- The Outlaw Deputy
- The Girl Back East
- The Cattle Rustler's Father
- The Desert Claim
- The Mountain Law
- A Frontier Doctor
- The Cowboy Coward
- Broncho Billy's Christmas Dinner
- Broncho Billy's Adventure

### 1912
- Child of the West
- The Tenderfoot Foreman
- The Sheepman's Escape
- The Oath of His Office
- Broncho Billy and the Schoolmistress
- The Deputy and the Girl
- The Prospector's Legacy
- The Ranch Girl's Mistake
- The Bandit's Child
- The Deputy's Love Affair
- Alkali Bests Broncho Billy
- An Arizona Escapade
- A Road Agent's Love
- Broncho Billy and the Girl
- Under Mexican Skies
- The Cattle King's Daughter
- The Indian and the Child
- Broncho Billy and the Bandits
- The Dead Man's Claim
- A Western Legacy
- The Desert Sweetheart
- Broncho Billy's Bible (Relançado em 1914)
- On El Monte Ranch
- A Child of the Purple Sage
- Western Hearts
- Broncho Billy's Gratitude
- The Foreman's Cousin
- Broncho Billy and the Indian Maid
- On the Cactus 'Trail
- Broncho Billy's Narrow Escape
- A Story of Montana
- The Smuggler's Daughter
- A Wife of the Hills
- A Moonshiner's Heart
- Broncho Billy's Pal
- The Little Sheriff
- Broncho Billy's Last HoldUp
- On the Moonlight Trail
- Broncho Billy's Escapade
- Broncho Billy for Sheriff
- The Ranchman's Trust
- Broncho Billy Outwitted
- An Indian Sunbeam
- Love on Tough Luck Ranch
- The Shotgun Ranchman
- The Tomboy on Bar Z
- The Ranch Girl's Trial
- The Mother of the Ranch
- An Indian's Friendship
- The Dance at Silver Gulch
- Broncho Billy's Heart
- The Boss of the Katy Mine
- Broncho  Billy's Mexican Wife
- Western Girls
- Broncho Billy's Love Affair
- The Prospector
- The Sheriff's Luck
- Broncho Billy's Promise
- The Sheriff's Inheritance
- Their Promise

### 1913
- Broncho Billy and the Maid
- Broncho Billy and the Outlaw's Mother
- Broncho Billy's Brother
- Broncho Billy's GunPlay
- The Making of Broncho Billy
- Broncho Billy's Last Deed
- Broncho Billy's Ward
- Broncho Billy and the Sheriff's Kid
- The Influence on Broncho Billy
- A Montana Mix-Up
- Broncho Billy and the Squatter's Daughter
- Broncho Billy and the Step-Sisters
- Broncho Billy's Sister
- Broncho Billy's Gratefulness
- Broncho Billy's Way
- Broncho Billy's Reason
- The Accusation of Broncho Billy
- Broncho Billy and the Rustler's Child
- The Story the Desert Told
- The Crazy Prospector
- Broncho Billy and the Express Rider
- Broncho Billy's Grit
- Broncho Billy's Capture
- The Rustler's Spur
- Broncho Billy and the Western Girls
- Broncho Billy and the Schoolmam's Sweetheart
- The Tenderfoot Sheriff
- Broncho Billy and the Navajo Maid
- The Man in the Cabin
- Broncho Billy's Mistake
- A Western Sister's Devotion
- Broncho Billy's Conscience
- Bonnie of the Hills[22]
- Broncho Billy Reforms
- The Redeemed Claim
- Days of the Pony Express
- Why Broncho Billy Left Bear County
- Belle of the Siskiyou
- The Struggle
- Broncho Billy's Oath
- Broncho Billy Gets Square
- Broncho Billy's Elopement
- The Doctor's Duty
- The Rustler's Step-Daughter
- Broncho Billy's Secret
- The New Schoolmarm of Green River
- Broncho Billy's First Arrest
- Broncho Billy's Squareness
- Three Gamblers
- Broncho Billy's Christmas Deed

### 1914
- Broncho Billy Guardian
- The Night on the Road
- Broncho Billy and the Bad Man
- Broncho Billy and the Settler's Daughter
- Broncho Billy and the Red Man
- The Calling of Jim Barton
- The Interference of Broncho Billy
- Broncho Billy's True Love
- The Treachery of Broncho Billy's Pal
- Broncho Billy and the Rattler
- Broncho Billy's Indian Romance
- Broncho Billy Gunman
- Broncho Billy's Close Call
- Broncho Billy's Sermon
- Broncho Billy's Leap
- Red Riding Hood of the Hills
- Broncho Billy's Cunning Way ou Broncho Billy's Cunning
- Broncho Billy's Duty
- Broncho Billy and the Mine Shark
- Broncho Billy Outlaw
- Broncho Billy's Jealousy
- Broncho Billy's Punishment
- Broncho Billy and the Sheriff
- Broncho Billy Puts One Over
- Broncho Billy and the Gambler
- The Squatter's Gal
- Broncho Billy's Fatal Joke
- Broncho Billy Wins Out
- Broncho Billy's Wild Ride
- Broncho Billy the Vagabond
- Broncho Billy a Friend in Need
- Broncho Billy Butts In
- Strategy of Broncho Billy's Sweetheart
- Broncho Billy, Trapper ou Broncho Billy Trapped
- Broncho Billy and the Greaser
- Broncho Billy Rewarded
- Broncho Billy-Favorite
- Broncho Billy's Mother
- Broncho Billy's Scheme
- Broncho Billy's Decision
- The Tell-Tale Hand
- Broncho Billy's Double Escape
- Broncho Billy's Judgment
- Broncho Billy's Dad
- Broncho Billy's Christmas Spirit
- Broncho Billy and the Sheriff's Office

### 1915
- Broncho Billy and the Escaped Bandits ou Broncho Billy and the Escape Artist
- Broncho Billy and the Claim Jumpers
- Broncho Billy and the Baby
- Broncho Billy and the False Note
- Broncho Billy's Greaser Deputy
- Broncho Billy's Sentence
- Broncho Billy and the Vigilante
- Broncho Billy's Brother[23]
- Broncho Billy's Vengeance
- His Regeneration
- Broncho Billy's Teachings
- The Other Girl
- The Western Way
- The Outlaw's Awakening
- Ingomar of the Hills
- Andy of the Royal Mounted
- The Face at the Curtain
- His Wife's Secret
- The Revenue Agent ou Broncho Billy and the Revenue Agent
- The Bachelor's Burglar
- Broncho Billy's Word of Honor
- Broncho Billy and the Land Grabber
- The Little Prospector
- Broncho Billy Well Repaid
- The Bachelor's Baby
- Broncho Billy and the Posse
- Broncho Billy's Protege
- Broncho Billy's Surrender
- Broncho Billy Steps In
- Her Return
- Broncho Billy's Marriage
- Broncho Billy Begins Life Anew
- Broncho Billy and the Lumber King
- Broncho Billy and the Card Sharp
- The Convict's Threat
- An Unexpected Romance
- Broncho Billy Misled
- Broncho Billy, Sheepman
- Broncho Billy's Parents
- Broncho Billy Evens Matters
- Broncho Billy's Cowardly Brother
- Broncho Billy's Mexican Wife[24]
- The Indian's Narrow Escape
- Too Much Turkey
- Broncho Billy's Love Affair[25]
- The Burglar's Godfather
- The Escape of Broncho Billy
- A Christmas Revenge
- Broncho Billy and the MacGuire Gang
- Broncho Billy and the Parson

### Últimos filmes
- Her Lesson (Direção)
- The Book Agent's Romance (Direção)
- The  Man in Him (Direção)
- Humanity (como "Broncho Billy Adair")
- Naked Hands (1918)
- Shootin' Mad (1918) (Broncho Billy)
- Red Blood and Yellow (1919) (Jack/Jim) (Direção)
- The Son of a Gun (1919) (Direção)
- Red Blood and Yellow (1919) (Direção)
- The Weak-End Party (1922) (Direção)
- The Pest (1922) (Direção)
- Wide Wide World - The Western (1958) (TV) (ele mesmo)
- The Bounty Killer (1965) (Velho homem)